# Stawiacz boi
Stawiacz boi – jednostka wodna, okręt wojenny lub statek cywilny, do której zadań należy między innymi ustawianie i/lub konserwacja boi morskich, morskich urządzeń nawigacyjnych 

## Statki cywilne
Cywilne stawiacza boi to statki, do których zadań należy między innymi ustawiania i konserwacja pław morskich i innych urządzeń nawigacyjnych w celu utrzymania bezpieczeństwa żeglugi. Do jednostek tego typu zaliczane są między innymi zbudowane w Polsce THV Galatea i NLV Pharos.

## Okręty wojenne
Do zadań okrętów wojennych określanych mianem stawiaczy boi (ang. danlayer) należy oznaczanie bojami obszarów wodnych, które mają być zaminowane przez stawiacze min lub oczyszczone z min przez trałowce.